# Hagia Sofia (İznik)
Hagia Sofia (Svatá moudrost) v İzniku (dříve Nikaii) v turecké provincii Bursa je původně bazilika z byzantské doby. Po dobytí města Osmany byla přeměněna na Orhanovu mešitu (turecky Orhan Camii), v roce 1935 se z ní stalo muzeum a od roku 2011 se používá opět jako mešita. Nachází se v centru města İznik, ve starém opevněném středu města. V předchozích kostelech na tomto místě se konaly první a druhý nikajský koncil.

## Dějiny
První kostel zde byl postaven ve 4. století. V něm se v roce 325 konal první nikajský koncil. V polovině 6. století byl kostel pod patronací císaře Justiniána I. přestavěn. V roce 787 se zde konal druhý nikajský koncil, který oficiálně ukončil první období byzantského ikonoklasmu. Justiniánův chrám byl zničen zemětřesením v 11. století a současná stavba vznikla kolem roku 1065 nad jeho troskami.
Po pádu města do rukou osmanských Turků vedených Orhanem Ghazim v roce 1331 byl kostel Hagia Sofia přeměněn na Orhanovu mešitu. Byla v provozu až do roku 1935, kdy se budova za vlády Mustafy Kemala Atatürka stala muzeem. V listopadu 2011 byla stavba znovu přeměněna na mešitu.

## Architektura

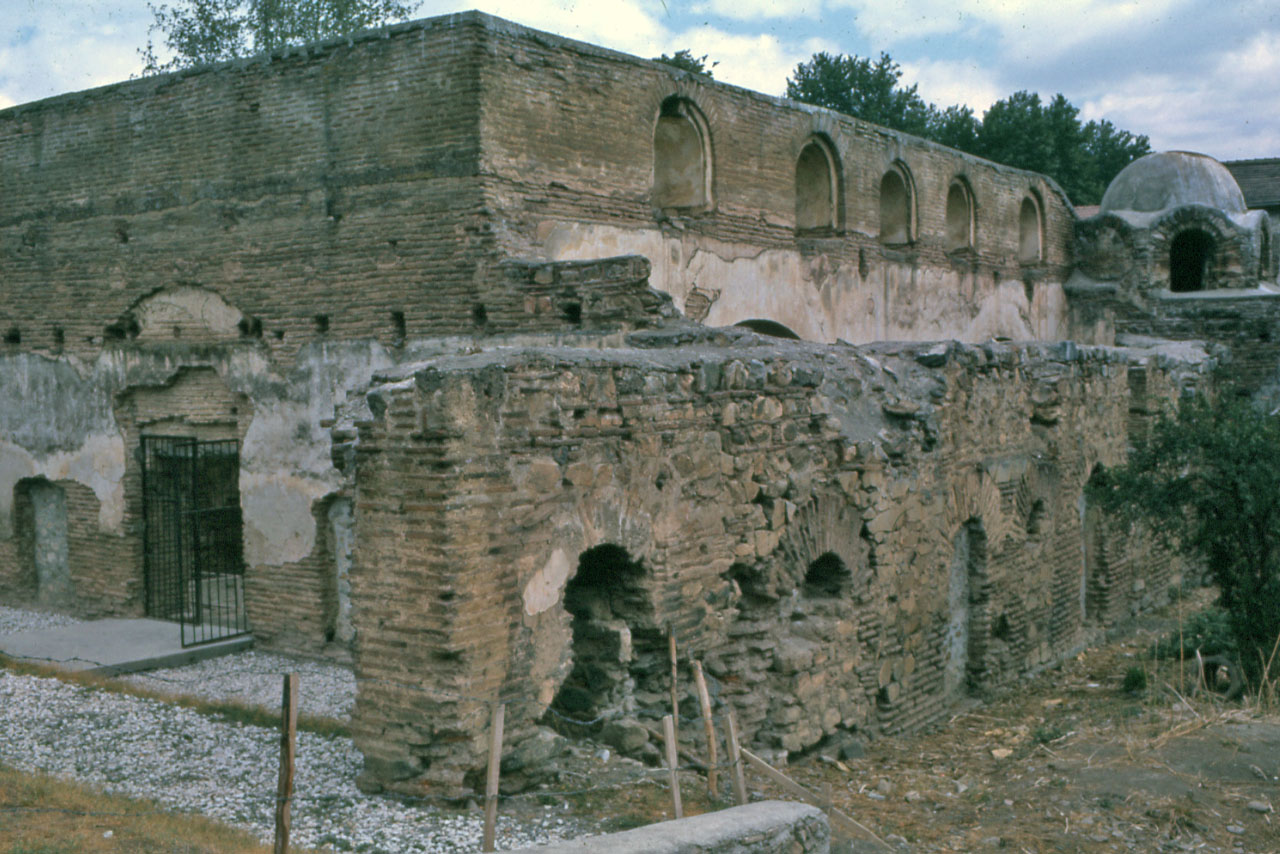
Pozůstatky Hagia Sofia v roce 1962 (foto Paolo Monti)

Současná bazilika, z níž velká část pochází z přestavby kostela v roce 1065, sestává z centrální lodi a dvou bočních lodí. Před přestavbou za Osmanů měl kostel dvě řady trojitých arkád na sloupech, které nesly zeď s pěti okny. Přeměna budovy na mešitu ve 14. století přinesla přestavbu včetně připojení mihrábu. Za vlády Sulejmana Nádherného v 16. století byla budova obnovena po katastrofálním požáru a byl vztyčen minaret. Architekt Mimar Sinan v té době také navrhl dekorace, které zdobí stěny mešity.
Přestavba takové historické památky, aby mohla být znovu použita jako mešita, byla – a zůstává – velmi kontroverzní. Práce probíhaly v letech 2007 až 2011.

## Galerie

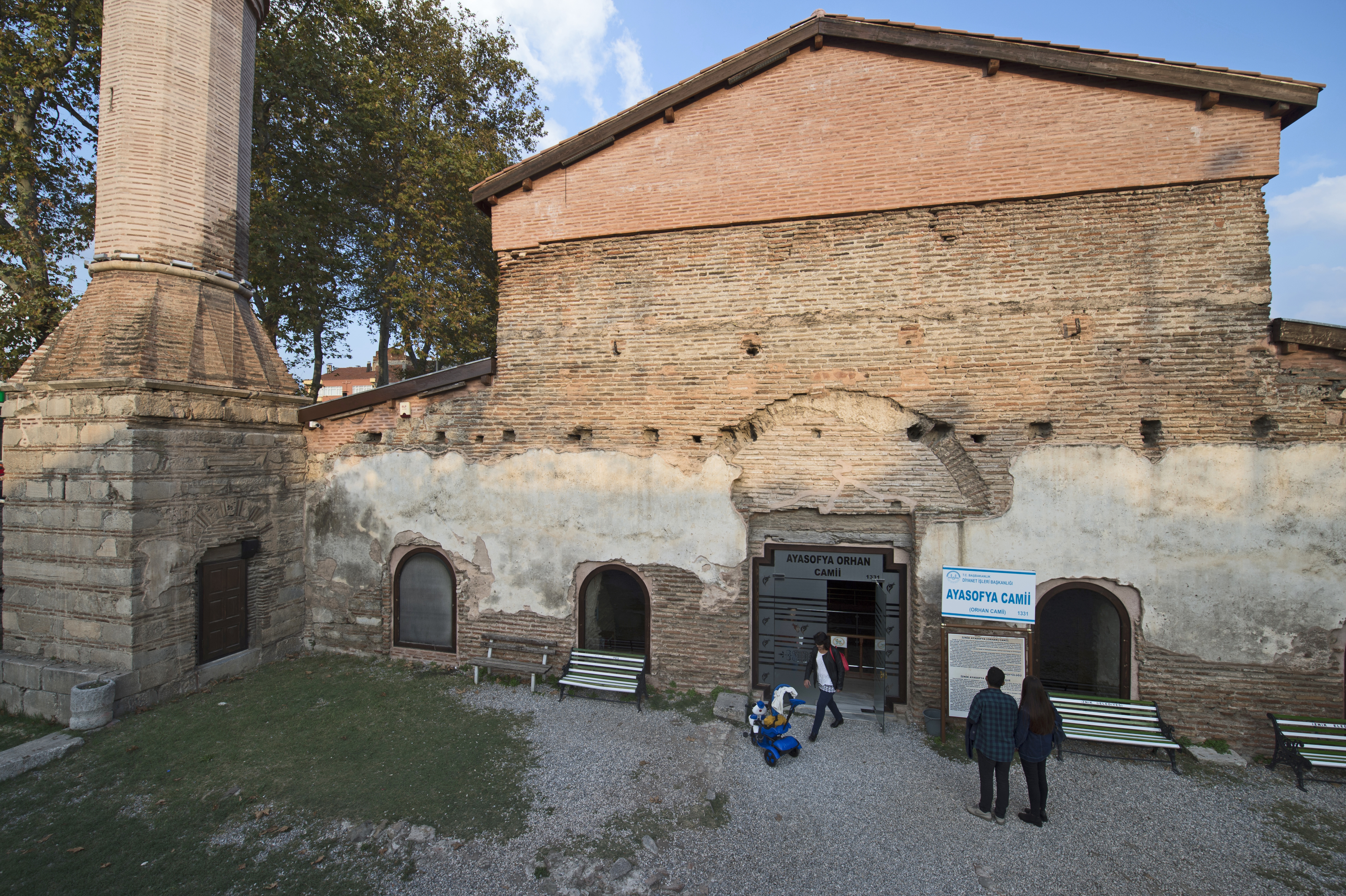
Průčelí
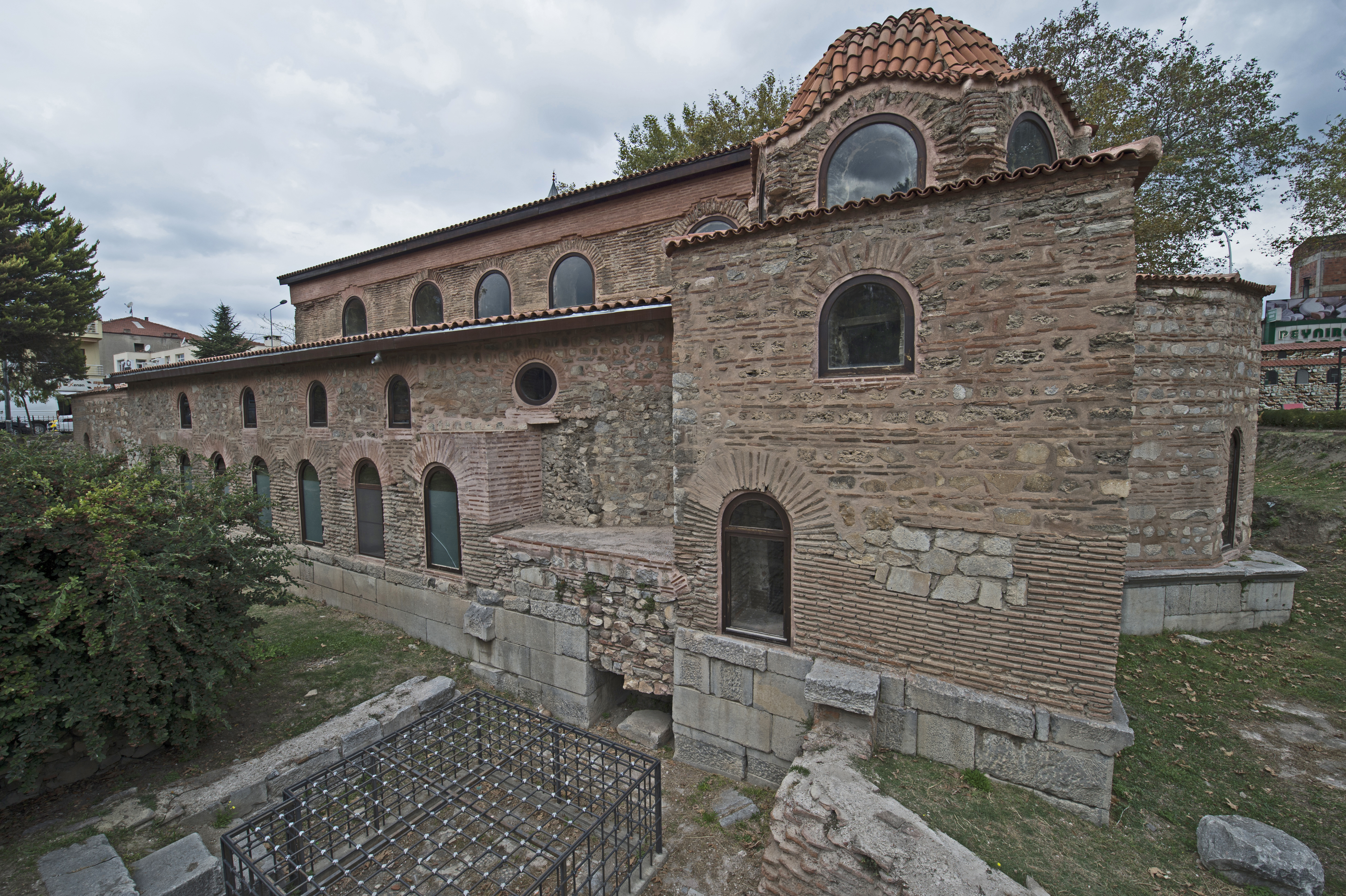
Exteriér
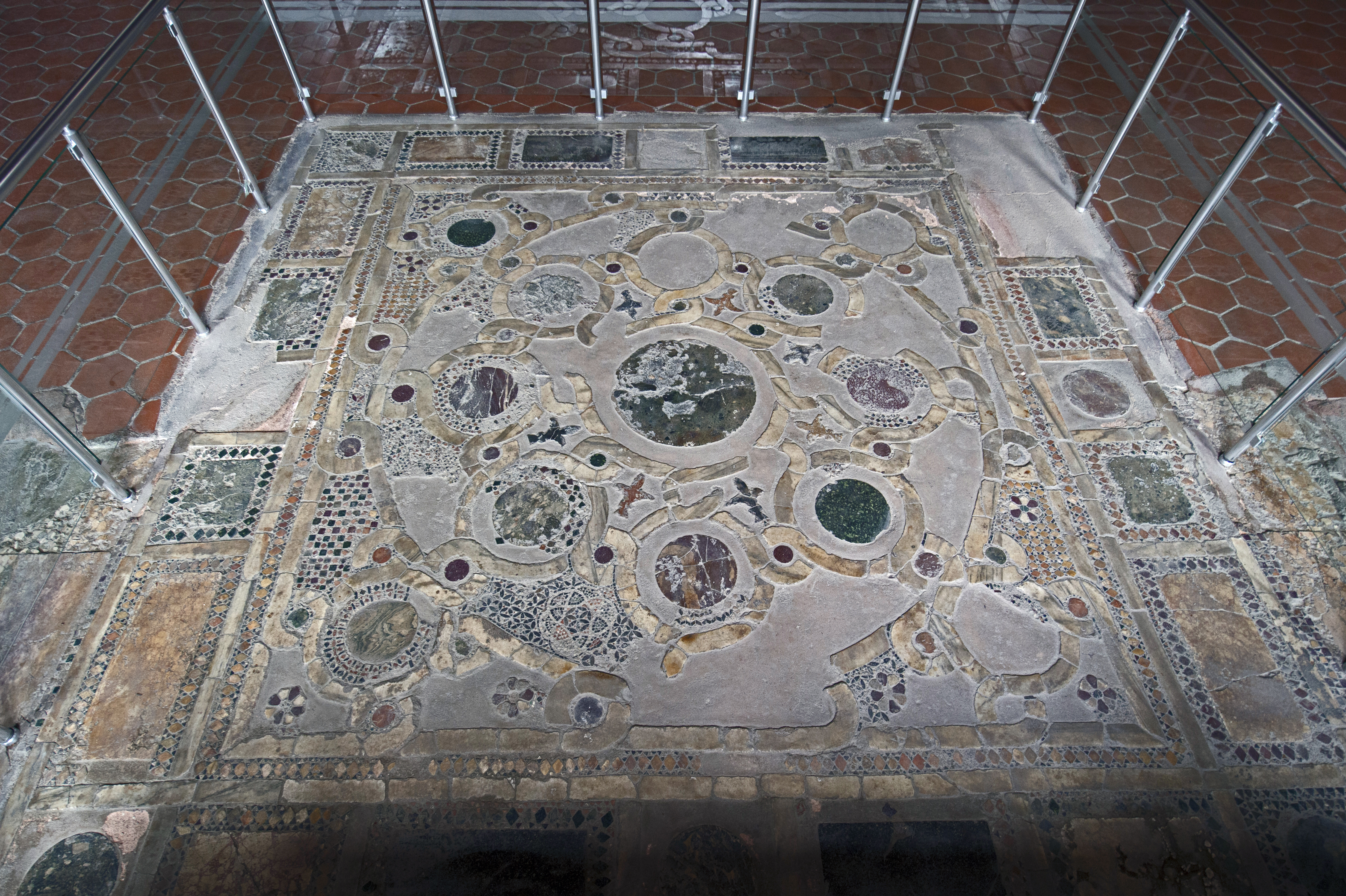
Podlaha zdobená metodou opus sectile u vchodu
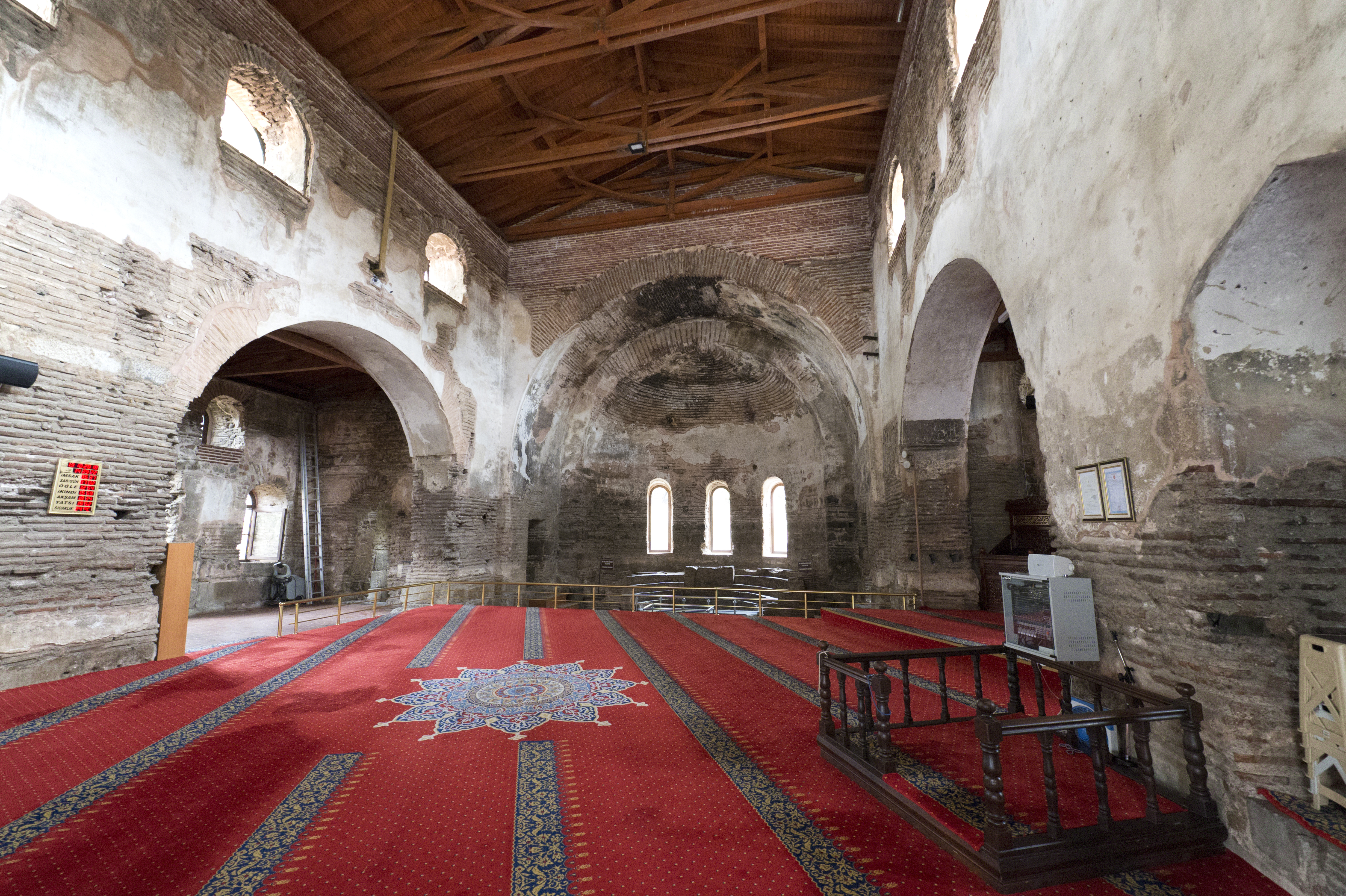
Interiér
Synthronon v kněžišti
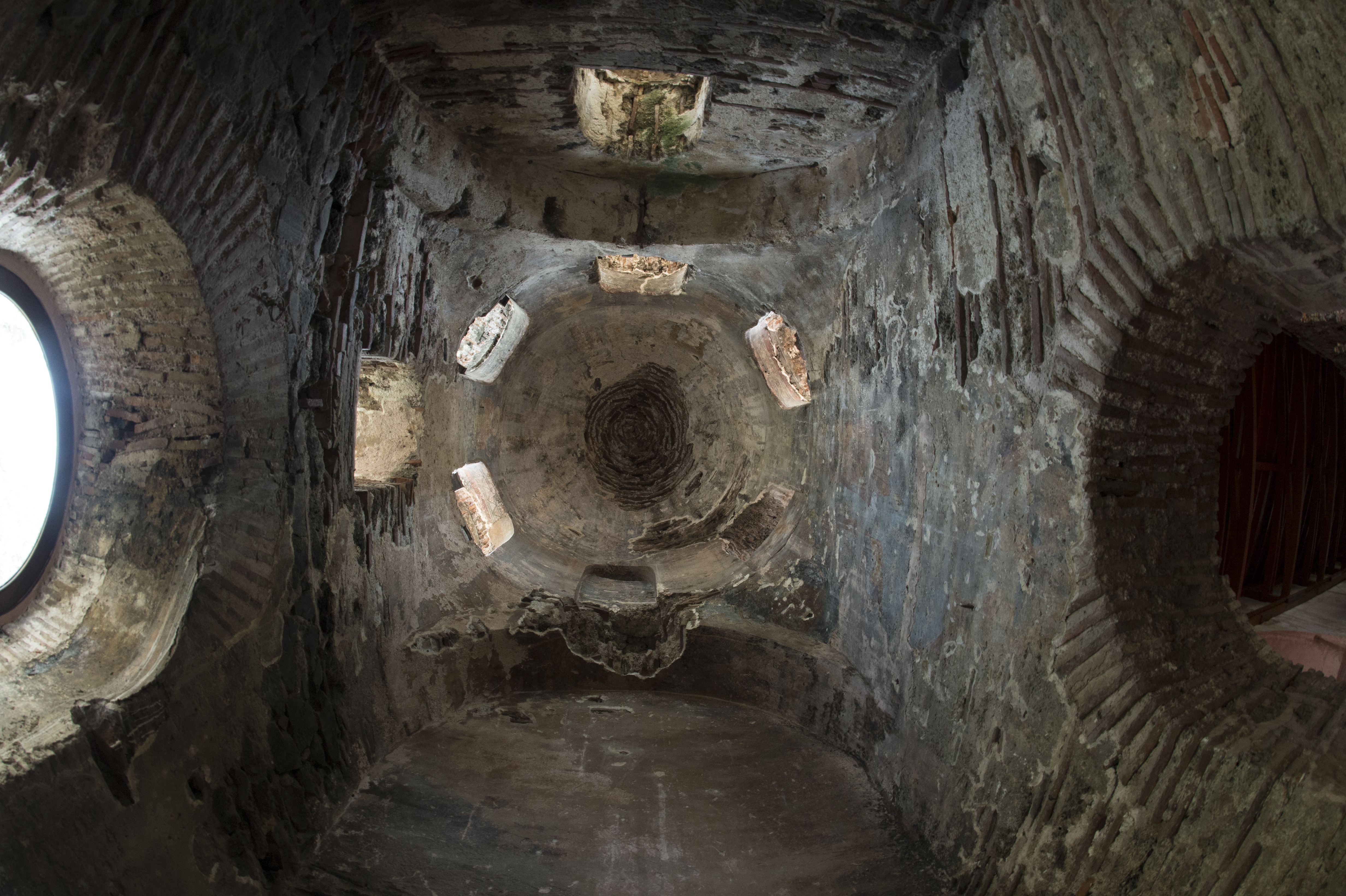
Druhá kupole
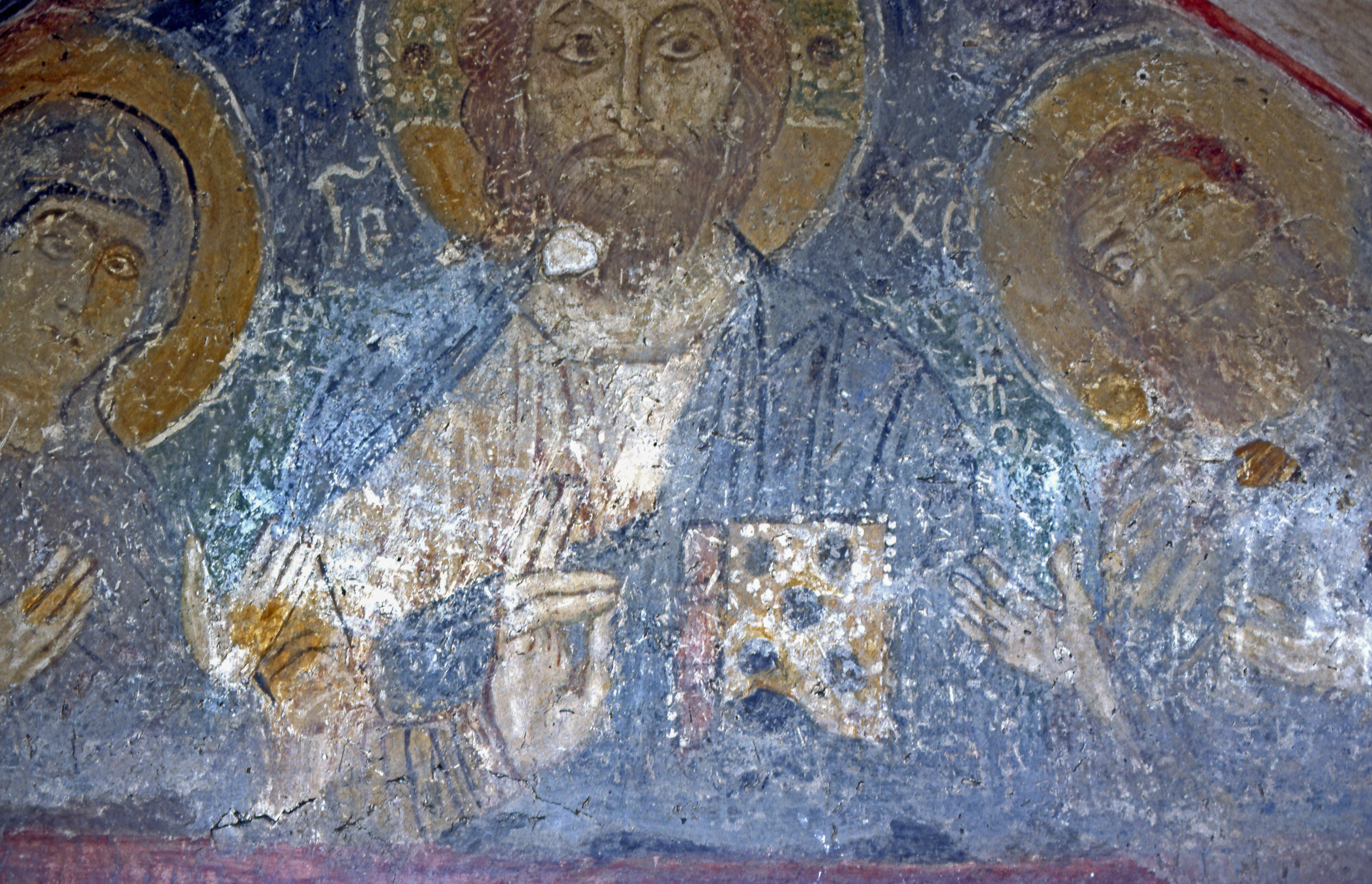
Freska